# Jan Piotr Tuchołka
Jan Piotr Tuchołka (Tucholka) herbu Korzbok – kasztelan gdański w latach 1677–1691, podkomorzy malborski w latach 1666–1677, pisarz ziemski pomorski w latach 1652–1666, starosta jasiniecki.
Poseł sejmiku generalnego pruskiego na sejm koronacyjny 1649 roku, sejm 1650 roku, sejm zwyczajny 1652 roku, sejm nadzwyczajny 1652 roku, sejm 1653 roku, sejm zwyczajny 1654 roku, sejm nadzwyczajny 1654 roku, sejm 1655 roku, sejm 1658, sejm 1659, sejm 1661, sejm 1662, sejm 1664/1665, oba sejmy 1666 roku,  sejm 1667 roku, sejm nadzwyczajny 1668 roku, poseł na sejm 1649/1650 roku. 
Poseł na sejm konwokacyjny 1668 roku z powiatów: gdańskiego i tczewskiego. Jako poseł na sejm elekcyjny 1669 roku z województwa pomorskiego był elektorem Michała Korybuta Wiśniowieckiego z województwa pomorskiego w 1669 roku. Poseł na sejm nadzwyczajny 1670 roku z powiatu tucholskiego. Jako poseł na sejm konwokacyjny 1674 roku z województwa pomorskiego był członkiem konfederacji generalnej zawiązanej 15 stycznia 1674 roku na tym sejmie. W 1674 roku był elektorem Jana III Sobieskiego z województwa pomorskiego. Poseł powiatu tczewskiego na sejm koronacyjny 1676 roku.